# آراکسیا آنانیان
آراکسیا اوسکانی آنانیان (ارمنی: Արաքսյա Ոսկանի Անանյան؛  زادهٔ ۳۰ مارس ۱۹۰۸ - درگذشته نامعلوم) خواننده، اپرا اهل ارمنستان بود. وی بین سال‌های - تا - میلادی فعالیت می‌کرد.

## زندگی‌نامه
وی در ۳۰ مارس ۱۹۰۸ در باکو به دنیا آمد و از کنسرواتوار دولتی کومیتاس ایروان (۱۹۳۳) فارغ‌التحصیل گشت. وی در تالار آکادمی ملی اپرا و باله آلکساندر اسپنداریان فعالیت می‌کرد. همچنین برندهٔ جوایزی همچون روبان مدال کارگر ممتاز و هنرمند شایسته ارمنستان شوروی (۱۹۳۹) شده‌است. تاریخ درگذشت وی نامعلوم است.

## آثار (اپراها)
| خالق                  | اپرا          | نقش    |
| --------------------- | ------------- | ------ |
| آلکساندر اسپندیریان   | «آلماست»      | گایانه |
| پیوتر ایلیچ چایکوفسکی | «یوگنی آنگین» | اُلگا   |
| شارل گونو             | «فاوست»       | سی‌بل   |
| جاکومو پوچینی         | «Չիո-Չիո-Սան» | سوزوکی |